# Całka przeskoku
Całka przeskoku – współczynnik w hamiltonianie wielocząstkowym wyrażonym w reprezentacji drugiej kwantyzacji określający prawdopodobieństwo przeskoku cząstki z węzła {\displaystyle j} do węzła {\displaystyle i.} Całka przeskoku zwykle jest oznaczana literą {\displaystyle t} z odpowiednimi indeksami dolnymi określającymi węzły.
W hamiltonianie całka przeskoku jest odpowiedzialna za część kinetyczną (energię kinetyczną)
{\displaystyle {\hat {H}}={\hat {T}}+{\hat {U}}=\sum _{ij}-t_{ij}{\hat {c}}_{j}^{\dagger }{\hat {c}}_{i}+{\hat {U}},}
gdzie:
{\displaystyle {\hat {H}}} – hamiltonian,
{\displaystyle {\hat {T}}} – operator energii kinetycznej,
{\displaystyle t_{ij}} – całka przeskoku pomiędzy węzłami {\displaystyle i,j,}
{\displaystyle c_{i}} – operator anihilacji cząstki w węźle {\displaystyle i,}
{\displaystyle c_{j}^{\dagger }} – operator kreacji cząstki w węźle {\displaystyle j,}
{\displaystyle U} – operator energii potencjalnej oddziaływania międzycząstkowego.